# Crinagora
Crinagora di Mitilene (in greco Κριναγόρας ὁ Μυτιληναῖος) (70 a.C. – 18) è stato un poeta e diplomatico greco antico.

## Biografia
Crinagora proveniva da un'eminente famiglia dell'isola greca di Mitilene, nato e cresciuto nella capitale; aveva almeno un fratello di nome Euclide, di cui ricorda con affetto il passaggio all'età adulta con la cerimonia della depositio barbae.
Fu un contemporaneo del geografo greco Strabone, che lo menziona come personaggio di una certa distinzione: in effetti, secondo le iscrizioni trovate a Mitilene, Crinagora fu inviato come ambasciatore a nome della capitale a Roma nel 45 a.C. e nel 26 a.C.. In un altro componimento, indirizzato all'amico geografo Menippo di Pergamo, Crinagora parla di un viaggio in mare intrapreso dall'Asia per l'Italia, visitando le Cicladi e Corfù sulla strada.
Durante il regno di Augusto, visse a corte come poeta e a Roma, in questo contesto, scrisse diversi epigrammi, riferiti al princeps e alla sua famiglia. Poiché menziona la morte di Cleopatra Selene, regina di Mauritania, Crinagora morì nell'anno 18 d.C..

## Epigrammi
Crinagora è autore di cinquantuno epigrammi conservati nella Antologia Palatina, in cui esalta ricchi mecenati, tanto che diversi epigrammi sono piccoli regali ai figli dei suoi nobili amici romani. Inviò, inoltre, un epigramma indirizzato al nipote di Augusto Marco Claudio Marcello, con una copia delle poesie di Callimaco e, successivamente, un altro componimento per il suo ritorno dalla guerra contro i Cantabri.
Altri epigrammi sono indirizzati al principe e futuro imperatore Tiberio, congratulandosi con lui per le sue vittorie militari in Armenia e in Germania e alla nipote di Augusto Antonia minore.  Tuttavia, l'epigramma più noto che Crinagora scrisse fu quello in morte della principessa greca tolemaica e regina cliente romana di Mauretania, Cleopatra Selene.
Da quanto abbiamo di lui, è possibile considerarlo «un panegirista, per quanto di un certo livello» abile nella retorica - con un certo gusto per la pointe verbale - e nella costruzione del verso, ma privo di calore e poesia.